# Backslick
Inte att förväxla med tupering (på engelska 'backcombing').

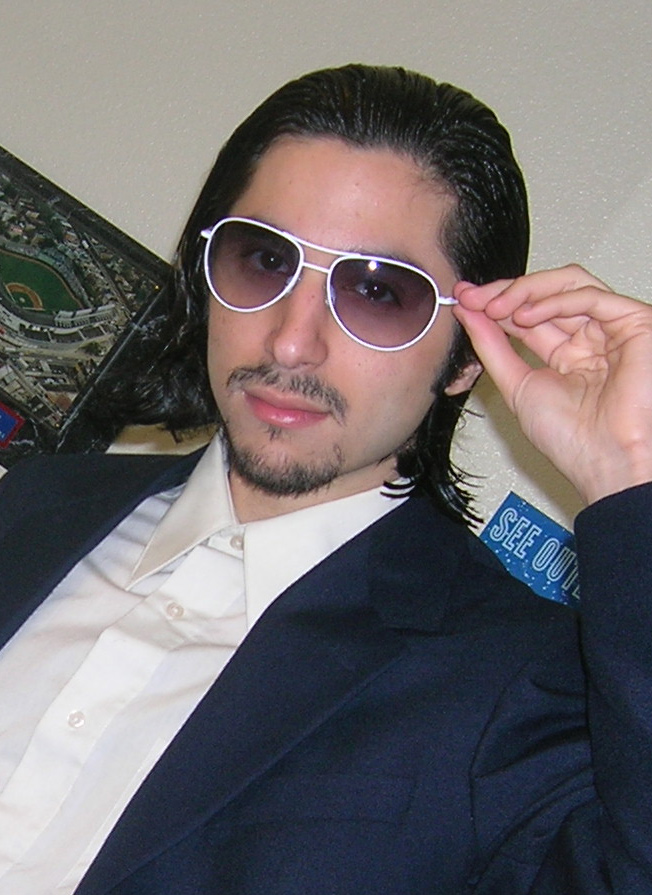
En man med backslick

Backslick, lejonman eller kotlettfrilla är en bakåtkammad, något längre,  frisyr som främst bärs av pojkar och män. Frisyren kan skapas med hjälp av till exempel hårgelé, brylcreme, vax eller liknande. För att skapa frisyren används en kam som dras genom håret. Frisyren förknippas ofta i populärkultur med brats och stekare.
För att enkelt få backslick kan man ta en hårprodukt eller vatten i håret, kamma det bakåt och använda mössa eller hårnät under någon timme.
Ordet backslick förekommer på svenska och norska. Ordet är ett exempel på ett pseudolån, det vill säga ett ord som förefaller vara ett lånord, men som inte existerar (eller används på samma sätt) i originalspråket (i det här fallet engelska).
Det kan ha varit författaren och journalisten Jan Guillou som myntade begreppet kotlettfrilla.